# 坎貝爾一號鎮區 (密蘇里州格林縣)
坎貝爾一號鎮區（英語：Campbell No. 1 Township）是位於美國密蘇里州格林縣的一個行政鎮區。

## 地方資料
坎貝爾一號鎮區的面積為11.83平方千米，皆為陸地。根據2020年美國人口普查的數據，當地共有人口2957人，而人口密度為每平方千米249.96人。